# Нарожны, Петр
Петр Нарожны (чеш. Petr Nárožný) (род. 14 апреля 1938, Прага, Чехословакия) — чешский актёр театра, кино и телевидения.

## Биография
До 1968 обучался на архитектурном факультете Чешского технического университета в Праге.
Работал инженером-проектантом на строительстве, одновременно занимался в студиях актерского мастерства.
С 1968 выступал как комедийный актер. В 1970 году впервые снялся в кино. В 1974—1980 играл на сцене пражского театра «Semafor», затем — в драматическом театре Činoherní klub.
Петр Нарожны — знаменитый чешский актер театра, кино и телевидения, обладающий большим талантом импровизации. Создатель и ведущий нескольких телевизионных передач.

## Фильмография
- 1974 — Jáchyme, hoď ho do stroje!
- 1975 — Páni kluci
- 1975 — Romance za korunu
- 1976 — Маречек, подайте мне ручку!
- 1977 — Což takhle dát si špenát
- 1977 — Jen ho nechte, ať se bojí
- 1977 — Завтра встану и ошпарюсь чаем
- 1980 — Ten svetr si nesvlíkej
- 1982 — Это здорово, шеф!
- 1984 —  За дело, шеф!
- 1984 — S čerty nejsou žerty
- 1988 — Вернись, шеф!
- 1988 — Лошадь во дворе, шеф!
- 1980 — В этом замке приведения, шеф!
- 1993 — Svatba upírů